# Municipio de Dreher
El municipio de Dreher (en inglés: Dreher Township) es un municipio ubicado en el condado de Wayne en el estado estadounidense de Pensilvania. En el año 2000 tenía una población de 1,280 habitantes y una densidad poblacional de 33 personas por km².

## Geografía
El municipio de Dreher se encuentra ubicado en las coordenadas 41°17′00″N 75°22′35″O / 41.28333, -75.37639.

## Demografía
Según la Oficina del Censo en 2000 los ingresos medios por hogar en la localidad eran de $32,639 y los ingresos medios por familia eran $42,708. Los hombres tenían unos ingresos medios de $31,989 frente a los $22,109 para las mujeres. La renta per cápita para la localidad era de $15,945. Alrededor del 12,2% de la población estaban por debajo del umbral de pobreza.